# Quentin Bryce
Quentin Bryce, född 23 december 1942 i Brisbane, Queensland,  (som Quentin Alice Louise Strachan), är en australisk jurist som från 5 september 2008 till 28 mars 2014 var Australiens generalguvernör. Hon efterträddes på denna post av yrkesmilitären Peter Cosgrove.

## Biografi
Innan hon utnämndes till Australiens generalguvernör tjänstgjorde hon som delstaten Queenslands guvernör från 29 juli 2003 till 29 juli 2008. 2003 blev hon kommendör av Storbritanniska Johanniterorden, första klassen, (KStbJohO1kl). Bryce utnämndes till kommendör av Storbritanniska Victoriaorden, andra klassen, (KStbVO2kl) 2008. I kraft av att ha varit Australiens generalguvernör bär hon prefixet dame sedan stadgarna för Order of Australia ändrades 2014.